# 訴諸傳統
訴諸傳統（英語：appeal to tradition；拉丁語：argumentum ad antiquitatem），是一種非形式謬誤，主張某觀念符合傳統或習慣，因此是好的。

## 示例
例一
自古以來是君權神授，因此不應該主張主權在民。
例二
過往的性別分工是男主外女主內，因此婦女不應該外出工作。

## 相關概念
- 訴諸年代：主張某想法已過時，因此是不好的。
- 訴諸新潮：主張某想法是新時代的潮流，因此是好的。
- 訴諸常識：主張某想法是常識，因此是對的。
- 格言論證：主張某想法有格言做支持，因此是對的。

## 外部連結
- （英文）Appeal to Tradition Fallacy: Definition and Examples（页面存档备份，存于）